# Герб на Монтана
Гербът на Монтана е приет 1997 г. Автор на герба е художникът Теодоси Антонов.

## Композиция
Гербът на Монтана има формата на щит в син цвят, върху който е изобразена покровителката на античния град – богинята Диана. Крепостна корона увенчава герба. Ооколо щита е поставена лента с девиз: „Диана – покровителка на Монтана“.

## История
През октомври 1935 г.  Общинският съвет на град Монтана приема проектите на художника Никола Антонов за герб и знаме на града.
В периода между 1944 и 1993 г. на градския герб на Монтана (тогава Михайловград) са изобразени три пламъка, символизиращи Чипровското въстание, както и бунтовете от 1923 и 1944 г.